# Messerschmitt Me 210
Die Messerschmitt Me 210 war ein von der deutschen Luftwaffe im Zweiten Weltkrieg eingesetztes zweisitziges, zweimotoriges Kampfflugzeug der Klasse Zerstörer.

## Beschreibung
Das Flugzeug war als Nachfolger der Messerschmitt Bf 110 geplant. Wie diese besaß auch der erste Prototyp Me 210 V1 anfangs ein doppeltes Seitenleitwerk, das aber bei allen anderen Maschinen durch ein großes einzelnes ersetzt wurde. Aufgrund von Konstruktionsfehlern, die die Maschine ins gefährliche Flachtrudeln bringen konnten, musste die schon angelaufene Produktion nach 261 gebauten Maschinen gestoppt und die Fertigung der Bf 110 wiederaufgenommen werden. 148 Exemplare der bereits gebauten Flugzeuge wurden auf langen Rumpf umgebaut und mit Motoren vom Typ DB 605 ausgerüstet, wodurch die Probleme behoben werden konnten. 64 Flugzeuge mit langem Rumpf (inkl. 12 V-Mustern) wurden aus Baugruppen erstellt, so dass aus deutscher Produktion insgesamt 325 Me 210 bis März 1943 gebaut wurden. In Ungarn wurde die Fertigung Anfang 1943 aufgenommen und insgesamt 377 Flugzeuge bis Juli 1944 produziert. Somit liegt die Gesamtproduktion der Me 210 bei 702 Flugzeugen. Als Weiterentwicklung mit modifizierter Tragfläche und stärkeren Motoren vom Typ DB 603 wurde ab 1943 die Me 410 in Dienst gestellt.

## Produktionszahlen
| Version  | Verwendung | Produktion | Bemerkung                        |
| -------- | ---------- | ---------- | -------------------------------- |
| V-Muster | Prototypen | 12         | aus Me-210-Baugruppen            |
| A-1      | Zerstörer  | 151        | kurzer Rumpf                     |
| B-1      | Aufklärer  | 4          | kurzer Rumpf                     |
| A-1      | Zerstörer  | 106        | nur zum Umbau fertiggestellt     |
| A-1      | Zerstörer  | (148)      | aus Umbau mit langem Rumpf       |
| A-1      | Zerstörer  | 36         | aus Baugruppen mit langem Rumpf  |
| C-1      | Aufklärer  | 16         | aus Baugruppen mit langem Rumpf  |
| Ca-1     | Zerstörer  | 105        | Neubau aus Ungarn                |
| Ca-1     | Zerstörer  | 272        | Neubau, für ungarische Luftwaffe |
| SUMME    |            | 325        | aus deutscher Produktion         |
| SUMME    |            | 377        | aus ungarischer Produktion       |

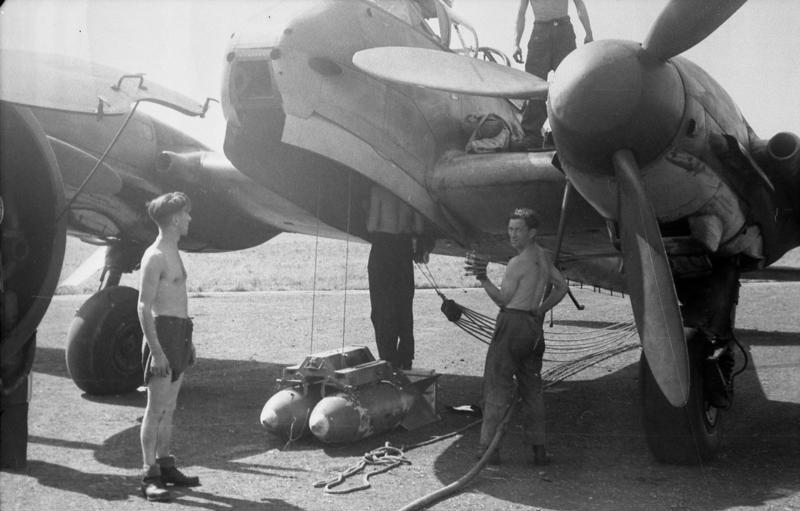
Beladen einer Me 210

Quellen: Unterlagen aus dem Bundesarchiv/Militärarchiv Freiburg, Bestand RL 3, Produktionsprogramme

## Technische Daten

Dreiseitenriss der Me 210 A

| Kenngröße             | Me 210 A-1                                                                                                   | Me 210 Ca-1 |
| --------------------- | --- | --- |
| Länge                 | 12,12 m | 12,56 m |
| Spannweite            | 14,34 m | 16,34 m |
| Höhe                  | 4,28 m | 5,21 m |
| max. Startmasse       | 10.690 kg | 9.705 kg |
| Triebwerke            | 2 × DB 601 F mit je 1.350 PS (ca. 990 kW)                                                                    | 2 × DB 605 B mit je 1.475 PS (ca. 1.080 kW) Startleistung                                                                                |
| Höchstgeschwindigkeit | 538 km/h | 580 km/h |
| Gipfelhöhe            | 8.900 m | 10.000 m |
| Reichweite            | 1.620 km | 2.400 km |
| Bewaffnung            | 2 × 20-mm-MG 151/20 im Bug, 2 × 7,92-mm-MG 17 im Bug, 2 × 13-mm-MG 131 in fernbedienten, seitlichen Lafetten | 2 × 20-mm-MG 151/20 im Bug, 2 × 7,92-mm-MG 17 im Bug, 2 × 13-mm-MG 131 in fernbedienten, seitlichen Lafetten, bis zu 1.000 kg Bombenlast |